# Lasioglossum bassanum
Lasioglossum bassanum là một loài Hymenoptera trong họ Halictidae. Loài này được Warncke mô tả khoa học năm 1982.